# Szmolenszki csata (1812)
A szmolenszki csata 1812. augusztus 17-én zajlott le a Napóleon császár által vezetett Grand Armée (francia és lengyel csapatok) és a Barclay de Tolly irányította orosz haderők között. A francia hadsereg 170 000 fővel messze felülmúlta Bagratyion tábornok 130 000 fős seregét, amelyből ráadásul csak kb. 50 000-en vettek részt a tényleges harci cselekményekben. Bagratyion hadteste Szmolenszkbe vette be magát, a francia császár megtámadta a várost, és két külvárosi kerületét el is foglalta. Az éjszaka folyamán az oroszok a „felperzselt föld” taktikáját folytatva kiürítették és felgyújtották a várost, kb. 11 ezres veszteség árán. A franciák mintegy 9000 főt veszítettek.

## Előzmények
I. Sándor orosz cár megelégelte a csatát halogató főparancsnok látszólagos tétovázását és a visszavonulásokat, ellentámadást követelt. Az előrenyomulásra Barclay de Tolly adta ki a parancsot, aki a hadügyminiszter volt és egyben az első hadsereg parancsnoka is. Bagratyion herceg, aki egyrészt a riválisa, de az alárendeltje is volt, elutasította az együttműködést: a második hadsereg Szmolenszkben maradt, Barclay előretörése pedig kifulladt.
Napóleon ekkor azt a tervet dolgozta ki, hogy két hatalmas hadoszloppal, sajátjával, illetve  a Davout marsall vezetésével bekeríti Szmolenszket. Az utóbbinak délre kellett mennie, majd keletre és északra fordulnia, hogy elvágja a Szmolenszkből Moszkvába vezető utat, miközben Barclay de Tolly serege még nyugaton van. Ennek az volt a célja, hogy elvágja Barclay kapcsolatát saját utóvédjével, és kikényszerítse a régóta várt csatát, amiben egyszerre és végleg meg tudta volna semmisíteni az ellenfelét. A manővert egy hatalmas lovassági hadmozdulatnak kellett volna elrejtenie az oroszok szeme elől.
A délkelet felé igyekvő franciák augusztus 13-ról 14-re virradó éjszaka keltek át a Dnyeperen és hajnalban már gyorsan közeledtek Szmolenszk felé – látszólag észrevétlenül. De Szmolenszktől kb. 50 kilométerre délnyugatra, Krasznojénél (ma Krasznij) Murat lovassága beleütközött a Dmitríj Nyeverovszkíj tábornok vezette vegyes orosz haderőbe, ami 8 000 főnyi gyalogságból és 1500 lovasból állt.
Barclay de Tolly nyugat felé küldte haderejét a Dnyeper déli partján, hogy az előbbihez hasonló francia előőrs elől fedezze hadseregének balszárnyát, és megvédje Szmolenszket egy déli irányból érkező lökéstől. Murat marsall ahelyett hogy lovasságával körbevette volna Nyeveroszkij hadosztályát, és megvárta volna, amíg a III. francia hadtest gyalogsága megérkezik, egyedül a lovassággal támadta meg az orosz gyalogságot. Sok embert veszített mintegy negyven, kudarcra ítélt lovasrohamban, amelyeket az orosz gyalogos négyszögek ellen hajtott végre. Nyeveroszkij, aki jól kézben tartotta katonáit, fokozatosan visszavonult Szmolenszk felé. Arra a hírre, hogy a franciák nagy erőket állítottak fel a folyó túloldalára, és szárnyukat, illetve utóvédjüket megkerülve közelednek, Barclay és Bagration visszavonult Szmolenszkbe.

## A csata
Napóleon császár számára elveszett a meglepetésszerű támadás lehetősége, és további késeledelembe kényszerült. Augusztus 15-én, éppen 43. születésnapján megállította és megszemlélte hadseregét. Közben Bagratyion VII. hadtestéből 20 000 orosz katona Rajevszkij tábornok vezetésével Nyeveroszkij hadosztályával együtt Szmolenszkbe ért, ezalatt Bagration és Barclay a Dnyeper mögé állította fel hadseregét.
Szmolenszk óvárosi része, amely a Dnyeper déli partjának nagy részét elfoglalta, 6 kilométer hosszan tornyokkal megerősített középkori fal védte. Ezt még árok is körülvette, délkeleti sarkán pedig egy kis erőd, a citadella állt. Az oroszok ellenőrizték a város hídjait is, tehát szükség esetén a folyó  északi partján lévő Újvárosba is visszavonulhattak.
Augusztus 16-án, egy napig tartó csetepaté után megkezdődött az igazi csata, amikor Poniatowski herceg, Ney marsall és Davout marsall hadtestei háromórás harc árán elfoglaltál a déli külvárosokat. A francia tüzérségnek nem sikerült rést ütniük a falakon, pedig 200 ágyújuk ontotta a tüzet és felgyújtották a várost, de a két orosz fővezérnek sikerült északról erősítést küldeniük az Újvárosba. Augusztus 17-én kora estére a franciák már 10 000 embert veszítettek, de sok eredményt nem értek el, mert nem rendelkeztek ostromfelszereléssel, sem létrákkal. A franciák még egymás vállára felállva is megpróbálták a falakat bevenni. Az oroszok tartották ellenőrzésük alatt az Óvárost, de ők is hasonlóan súlyos veszteségeket szenvedtek.
Az orosz hadvezetés tisztában volt azzal, hogy Napóleon a Moszkvába vezető utat fenyegeti. Barclay de Tolly azt a parancsot adta ki, hogy augusztus 17-ről 18-ra virradó éjjel a helyőrség vonuljon ki Szmolenszkből. Ezzel Bagratyion herceg nem értett egyet, gyávasággal vádolta meg Barclay de Tolly-t. Az oroszok visszavonultak, lerombolták maguk mögött a fő hidat. Másnap a franciák bevonultak az Újvárosba, de az orosz hadseregnek már nyoma sem volt.
Barclay-nak az a döntése, hogy elhagyja Szmolenszket, tönkretette törékeny kapcsolatát Bagratyionnal, aki kelet felé vezette hadseregét. Barclay erői ekkor még harcban álltak a franciákkal. Ney marsall erői, miután megjavították a hidakat, augusztus 19-én reggelre kiszorították Barclay utóvédjét Szmolenszk északi külvárosaiból.

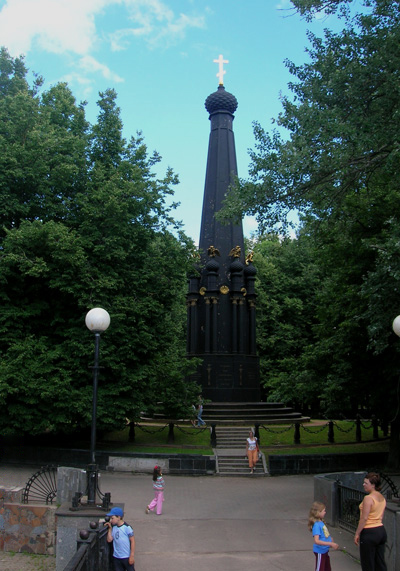
A csata emlékműve

## Következmények
Napóleon két hónapon belül harmadszor kísérelte meg bekeríteni az oroszokat. Junot tábornok viszonylag friss hadtestét a keletre fekvő Lubinuba küldték abban a reményben, hogy a francia gyalogság menetsebességével a fáradt orosz katonák nem tudnak majd lépést tartani, és Junot elvághatja Barclay visszavonulását. A franciák valóban utolérték Barclay csapatait, de Junot nem volt hajlandó támadni annak ellenére, hogy Ney és Murat már harcba szállt az orosz utóvéddel, és úgy tűnt, hogy elérkezik a francia császár által annyira vágyott mindent eldöntő csata. Barclay hadseregének így sikerült leválnia és visszavonulnia. Napóleon dühöngött: „Junot hagyta, hogy az oroszok visszavonuljanak, és ezzel kudarcra ítélte hadjáratomat.”
Szmolenszk jelentősége később derült ki, mivel a franciáknak nem sikerült épségben elfoglalniuk, ezzel elveszítettek egy lehetséges későbbi utánpótlási bázist.

## Képek

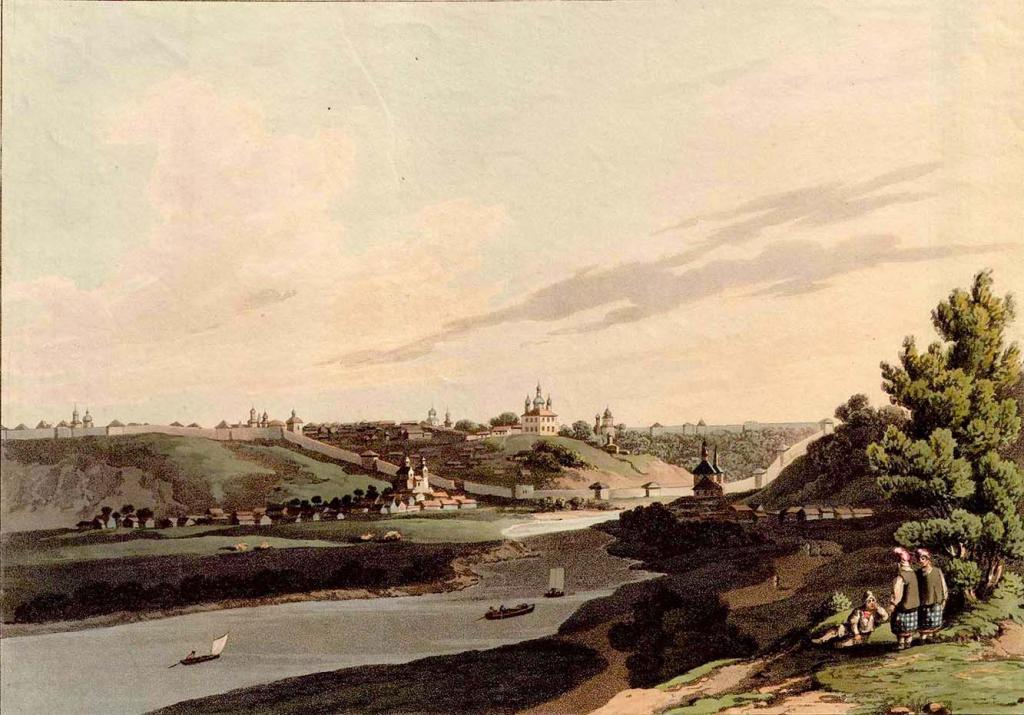
Szmolenszk látképe 1814-ben
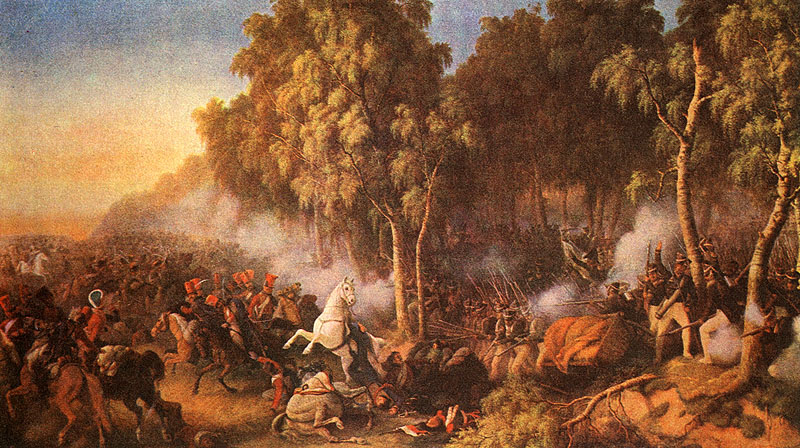
A krászniji csata (Peter von Hess festménye).
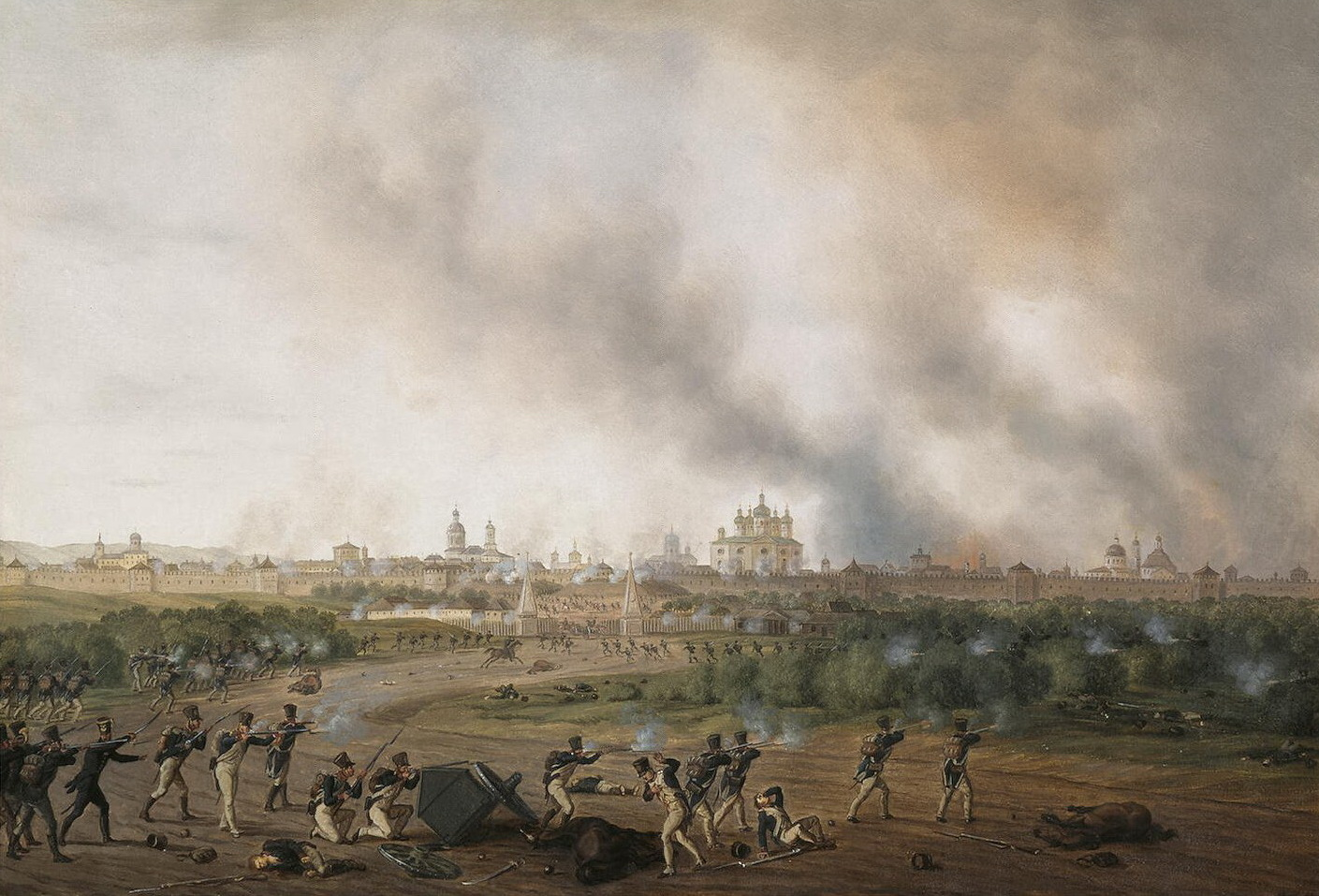
Albrecht Adam festménye a csatáról
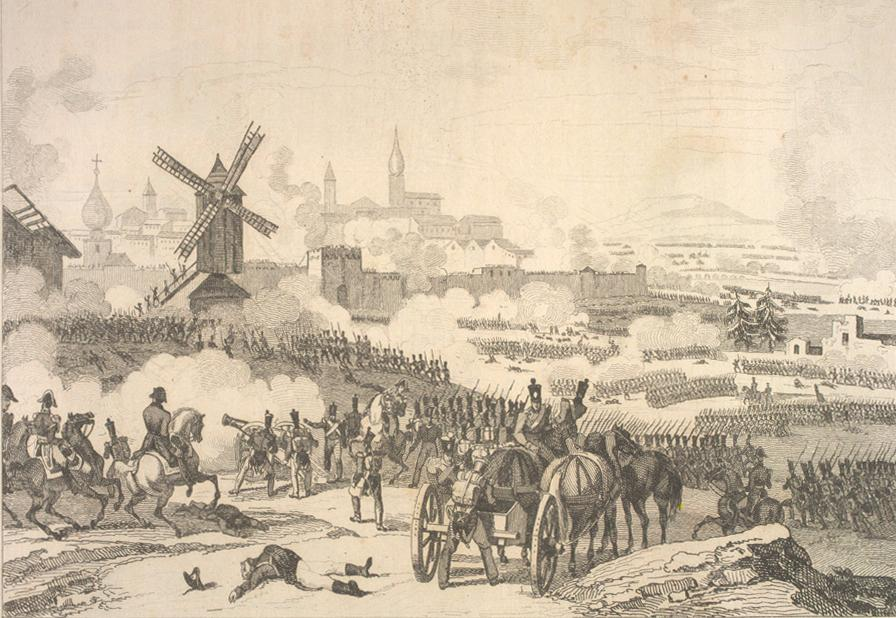
A szmolenszki csata (Martinet és Couché rajza)
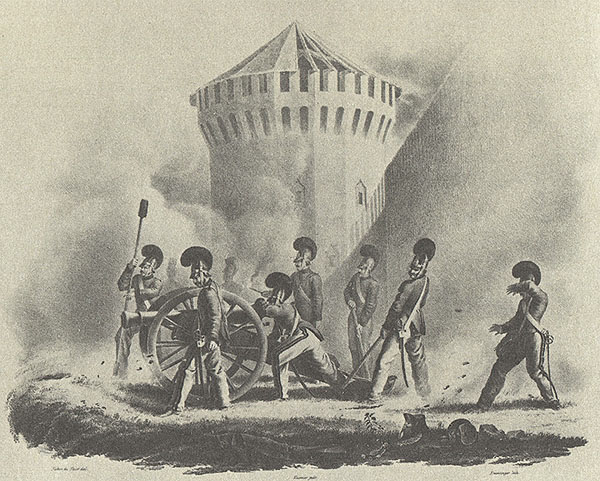
Szmolenszk ostroma (C.W. von Faber du Faur rajza)
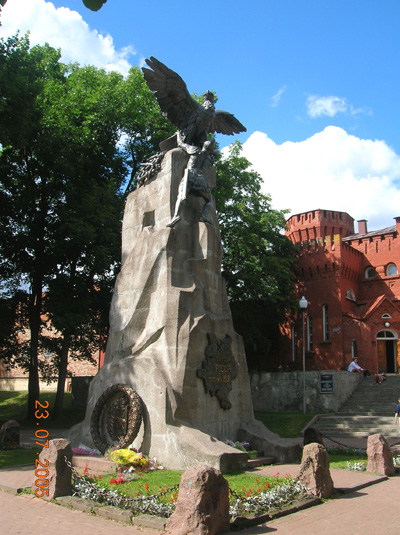
A „Szmolenszki Sasok” emlékműve

## Fordítás
- Ez a szócikk részben vagy egészben  a   Battle of Smolensk (1812) című angol Wikipédia-szócikk fordításán alapul.  Az eredeti cikk szerkesztőit annak laptörténete sorolja fel. Ez a jelzés csupán a megfogalmazás eredetét és a szerzői jogokat jelzi, nem szolgál a cikkben szereplő információk forrásmegjelöléseként.